# Metal Gear Survive
Metal Gear Survive es un juego de supervivencia y acción y aventura desarrollado y publicado por Konami. Fue lanzado en todo el mundo para Microsoft Windows, PlayStation 4 y Xbox One en febrero de 2018. Es el primer juego de Metal Gear desarrollado tras la salida de Konami del creador de la serie, Hideo Kojima, a finales de 2015, y el primero desde Snake's Revenge en 1990 se hará sin la participación de Kojima. El juego tiene lugar entre los eventos de Metal Gear Solid V: Ground Zeroes y Metal Gear Solid V: The Phantom Pain.y sigue al Capitán, un soldado de MSF que entra en una dimensión paralela y establece un centro de comando local para desentrañar los misterios de un extraño virus que convierte a las personas en criaturas parecidas a zombis.
La recepción previa al lanzamiento del juego fue en general negativa, en respuesta a su diseño y a las recientes decisiones comerciales de Konami. Tras su lanzamiento, Metal Gear Survive recibió una recepción mixta por parte de los críticos. Debido a sus bajas ventas dentro de la serie Metal Gear, se consideró que el juego tuvo un rendimiento comercial inferior.

## Jugabilidad
Metal Gear Survive es un juego de supervivencia, acción y aventura con elementos de defensa de la torre y mecánicas de sigilo menores, jugado desde una perspectiva en tercera persona. Cuenta con un modo multijugador cooperativo, en el que se pueden unir al jugador hasta otros tres jugadores para completar misiones.
Una gran parte del juego consiste en que el jugador explore el mundo que está cubierto principalmente por el Polvo, una misteriosa nube tóxica que obstruye la visión, desactiva el mapa del juego y requiere que el jugador controle su nivel de oxígeno. Los jugadores se aventuran a recolectar recursos como alimentos y materiales de artesanía, así como a activar los diversos generadores de portales esparcidos por el mapa. Estos generadores sirven como el sistema de viaje rápido del juego y cada uno se desbloquea al completar un segmento de defensa de la torre. Metal Gear Survive asigna a los jugadores la tarea de controlar la sed y el hambre buscando agua y cazando animales para alimentarse. Luego, los jugadores pueden regresar al campamento base para cocinar alimentos y luego purificar el agua para beber de manera segura. También hay un sistema de lesiones, que requiere que los jugadores usen diferentes suministros médicos para curar dolencias como sangrado o intoxicación alimentaria.
Los principales enemigos de Survive son criaturas cristalinas parecidas a zombis llamadas Errantes, con muchas variantes introducidas a medida que avanza la historia. Los enemigos en Survive se pueden vencer usando el sigilo o una gran variedad de armas y artilugios que se obtienen gradualmente al encontrar recetas de elaboración o armas rotas. Los jugadores comienzan con acceso a armas cuerpo a cuerpo como lanzas, machetes y porras de choque. Finalmente, se adquieren arcos con varios tipos de flechas y armas de fuego como pistolas, escopetas y rifles de francotirador. Debido a la dificultad de atacar a los enemigos de frente, se anima a los jugadores a utilizar un dispositivo que les permita erigir varias vallas, barricadas y otras estructuras. Los dispositivos disponibles incluyen granadas, cócteles Molotov, señuelos, torretas automáticas y una gran cantidad de trampas. Matar enemigos otorga a los jugadores Energía Kubana, la moneda del juego que se puede utilizar para subir de nivel y adquirir nuevas habilidades. Después de completar la historia principal, se desbloquean cuatro "subclases" adicionales que tienen su propio conjunto de habilidades adquiridas al subir de nivel. Las habilidades de clase van desde bonificaciones de estadísticas directas, ataques especiales, habilidades de movilidad e incluso camuflaje sigiloso.
Los jugadores pueden mejorar su campamento base construyendo defensas, estaciones de artesanía avanzadas, granjas, jaulas de animales y recolectores de agua de lluvia. Otros supervivientes pueden ser rescatados del Polvo para proporcionar personal de apoyo al campamento base. El personal de la base también puede organizarse en un equipo de exploración y enviarse para adquirir recursos automáticamente. Eventualmente, los jugadores pueden iniciar un segmento de defensa de la torre en el campamento base, lo que les permite defenderse de los ataques y ganar recompensas. Los jugadores pueden comprar Monedas de Supervivencia que se pueden usar para desbloquear varias funciones, como un refuerzo de recursos, un defensor de base, emoticones, equipos de exploración adicionales y espacios de guardado adicionales más allá de los cuatro iniciales. Los jugadores pueden desbloquear las tragamonedas de personajes que actúan como el New Game Plus del juego. Las monedas de supervivencia se pueden ganar como recompensas en el juego y también como bonificaciones de inicio de sesión.

## Trama
Tras el incidente de Ground Zeroes, los miembros supervivientes de MSF entierran a sus muertos con la ayuda de la ONU. Un miembro de la ONU toma el cuerpo de un soldado, que había evitado ser succionado por un agujero de gusano que se había abierto sobre la Base Madre poco después del incidente, pero que había cortado su brazo cuando se cerró.
Meses después, el soldado se despierta en una instalación de la Sección Wardenclyffe, un grupo de investigación del gobierno que investiga organismos y agujeros de gusano. El miembro de la ONU, Goodluck, un investigador jefe, alista al soldado para que entre en un agujero de gusano a Dite, otra dimensión. El soldado fue elegido debido a que el agujero de gusano de la Base Madre lo infectó con un organismo de Dite, restaurando su brazo pero poniéndolos en riesgo de convertirse en un Errante parecido a un zombi. Goodluck llama al soldado "Capitán" y les indica que encuentren una cura y rescaten a otros transportados a Dite a través de agujeros de gusano.
En Dite, el Capitán se dirige al Campamento Base, aliándose con Reeve, un soldado XOF succionado por el agujero de gusano de la Base Madre. Encuentran el campamento base abandonado a excepción de Virgil AT-9, una inteligencia artificial del Cuerpo Caronte, un equipo de investigación enviado previamente a Dite. Después de un cierre de emergencia tras su desaparición, Virgil permaneció inactivo y su memoria se perdió parcialmente. El Capitán rescata a varios supervivientes humanos, incluido un niño llamado Chris.
Virgil eventualmente genera un agujero de gusano para transportar al grupo de regreso a la Tierra, pero no puede mantenerlo sin Iris, una fuente de energía. Son contactados por Joseph Gruen, jefe de la Sección Wardenclyffe, alegando que Goodluck actuó en contra de las órdenes al orquestar la misión del Capitán, antes de suicidarse. Una caja negra dentro de Virgil apoya esto, pero Gruen se compromete a llevar al grupo a casa. Con suficiente energía Iris, el agujero de gusano se abre, pero Gruen exige la máxima producción de energía, atrayendo al Señor del Polvo, una criatura enorme. El grupo se ve obligado a entrar y cerrar el agujero de gusano antes de que pueda seguirlo. Son transportados a un área boscosa de Dite en lugar de a la Tierra, y deducen que Gruen deseaba que el Señor del Polvo los usara para su vasta fuente de energía. Goodluck les indica que encuentren un arma para destruir a la criatura.
El Capitán rescata a un soldado de MSF, Seth, de un superviviente del Cuerpo, Dan. El grupo asume que Dan causó la desaparición del Cuerpo. El Capitán localiza el arma, un Metal Gear, pero se enfrenta a Dan, quien se alía con el grupo. Seth los traiciona, revelando que después de ser absorbido por el agujero de gusano de la Base Madre, fue acogido por el Cuerpo Caronte. Luego se permitió infectarse por el Polvo, provocando su disolución. Seth se transforma en un Errante, lo que obliga al Capitán a matarlo.
Virgil revela que se había infectado mientras Seth estaba con el Cuerpo y puso en cuarentena su programación con el cierre de emergencia. Sin embargo, el contacto con Seth revirtió estas contramedidas, dando a Virgil acceso a sus datos. Él revela que Dite es la Tierra en el siglo 22, causada por el Señor del Polvo. Formado a partir de energía y nanomáquinas autorreplicantes, el Señor del Polvo se alimenta de la energía de Iris y crea agujeros de gusano para transportar la materia a consumir. Una vez que Dite es devastado, Lord of Dust se transporta en el tiempo para comenzar el proceso nuevamente, lo que provoca un bucle de tiempo.
Asegurando un Metal Gear, el grupo permanece para destruir al Señor del Polvo, pero Chris es elegido para ser el que regrese a la Tierra. Atrayendo al Señor del Polvo, los supervivientes usan el Metal Gear para atraparlo, mientras Chris atraviesa el agujero de gusano, prometiendo rescatarlos. A partir de aquí, la historia tiene dos finales dependiendo de las acciones del jugador. Si el jugador sigue a Chris, el Capitán abandona a los supervivientes y atraviesa el agujero de gusano. El Señor del Polvo escapa de la trampa y los supervivientes restantes se presumen muertos. El Capitán reaparece en un desierto vestido con su uniforme de MSF, toma una fotografía que apareció junto a ellos y se aleja. Si el jugador se queda, el Capitán dispara al Señor del Polvo usando el Metal Gear, pero solo lo mutila antes de que se vuelva a reformar. Un mensaje final de Goodluck explica que les falló; se revela que es Chris, que atravesó el agujero de gusano y terminó en 1943. Después de abrirse camino en la Sección Wardenclyffe, hizo sus grabaciones para que el Cuerpo Caronte y los posibles supervivientes las recibieran con la esperanza de que pudieran destruir al Señor del Polvo.
Al no tener noción de muerte, el Señor del Polvo no puede ser asesinado. Virgilio entra en la criatura y le presenta el concepto, habiendo creado su propia comprensión a partir de la experiencia. El Capitán usa el Metal Gear para destruir al Señor del Polvo.
Una escena posterior a los créditos muestra a un Virgil dañado que se lanza desde el cuerpo del Señor del Polvo y regresa al Campamento Base, y le explica al Capitán que aún funciona y que podrá continuar ayudándolos en su misión.
En una línea de tiempo alternativa, Gruen reprende a Goodluck por su error de que se predijo que el próximo agujero de gusano se abriría sobre la Base Madre. Goodluck deduce que los supervivientes han destruido al Señor del Polvo y reafirma sus votos de traerlos a casa.

## Desarrollo
Metal Gear Survive se anunció el 16 de agosto de 2016 durante la Gamescom 2016. No era la primera vez que se jugaba con el concepto de un juego de zombis, ya que Hideo Kojima dijo el 29 de abril de 2013 que siempre quiso hacer un desarrollo sólido de Metal Gear Solid V, y Kojima según los informes solicitados a Platinum Games que la secuela de Metal Gear Rising: Revengeance tiene Grey Fox lucha contra zombis potenciados por nanomáquinas. El desarrollo del juego se insinuó el 17 de diciembre de 2015, cuando Konami comenzó a reclutar un nuevo personal de desarrollo de Metal Gear. El juego usa Fox Engine.
El presidente de Konami Europa, Tomotada Tashiro, describió Metal Gear Survive como una "nueva versión de los famosos elementos sigilosos de la serie", con un "entorno cooperativo único que está diseñado para una experiencia multijugador realmente fascinante".
En una entrevista con Dengeki PlayStation, el personal de desarrollo declaró que el jugador puede personalizar su personaje, usar varias armas y desarrollar su propio equipo para adaptarse a su estilo de juego. También declararon que si bien es posible maniobrar sigilosamente alrededor de los enemigos cuando se juega solo, es mucho más difícil enfrentarse a oleadas de ellos en comparación con el juego cooperativo.
En el Tokyo Game Show (TGS) en septiembre de 2016, una demostración reveló que el Cañón Fulton haría una aparición. El jugador puede, opcionalmente, recuperar las criaturas para la construcción de recursos, adquirir la construcción de recursos, curarse a sí mismo en el menú principal, y el jugador puede desarrollar varias cosas a partir de los recursos recolectados, desde medidas defensivas hasta medidas ofensivas. Los jugadores también pueden dividirse.
Durante una presentación en el escenario en TGS 2016, se le preguntó a Hideo Kojima si tenía algo que ver con Metal Gear Survive . Afirmó que el juego "no tenía nada que ver con [él]", la serie Metal Gear trata sobre "ficción política y espionaje", y los zombis no encajan en su visión de la serie, a pesar de sus comentarios anteriores sobre una secuela de Metal Gear Rising: Revengeance con zombis. Yoji Shinkawa también declaró que no estaba involucrado en el juego. Bromeó diciendo que Metal Gear Survive incluso tendría robots gigantes si trabajaba en ello. 
El juego se lanzó el 20 de febrero de 2018 en América del Norte, el 21 de febrero de 2018 en Japón y el 22 de febrero de 2018 en Europa, Australia y Nueva Zelanda.

## Recepción
Metal Gear Survive recibió una respuesta generalmente negativa luego de su anuncio, en parte debido a las controversias que rodearon las recientes decisiones comerciales de Konami y la salida de Kojima de la compañía. Las quejas se centraron en el género y el tema del juego (siendo calificado como "genérico", ya que giraba en torno a luchar contra enemigos parecidos a zombis a través del modo cooperativo y multijugador), modelos reciclados de Metal Gear Solid V, microtransacciones, requisito de conexión constante a Internet y la salida la sensación general de los juegos anteriores de Metal Gear.
Tras su lanzamiento, Metal Gear Survive recibió críticas "mixtas o promedio", según el agregador de reseñas Metacritic. Ben "Yahtzee" Croshaw de Zero Punctuation lo clasificó como el tercer peor juego del 2018, comparándolo con el criticado de manera similar a Fallout 76, que dice: "A pesar de la codiciosa corrupción corporativa, el mal uso de su amada propiedad intelectual y lo aburrido y asqueroso que resulta jugarlo [Fallout 76], hay otro juego que lo supera en esos tres frentes. Se llama Metal Gear Survive"[29].

### Ventas
En Japón, la versión de PlayStation 4 vendió 31,359 copias en su primera semana a la venta, colocándola en el número tres en la lista de ventas de todos los formatos, y en el número uno en las listas de ventas digitales. En el Reino Unido, Survive debutó en el sexto lugar en la lista de ventas de todos los formatos, vendiendo un 85% menos de copias que Metal Gear Rising: Revengeance y un 95% menos de copias que Metal Gear Solid V: The Phantom Pain.
A partir de 2018, el informe de ganancias de Konami no mencionó las ventas totales de Survive , a diferencia de las entradas anteriores de la serie y otros juegos realizados por la compañía. Los críticos finalmente consideraron que el juego tuvo un rendimiento inferior en ventas.